# Phare de Yerba Buena
Le phare de Yerba Buena est un phare qui est situé sur Yerba Buena Island, en baie de San Francisco, dans le Comté de San Francisco (État de la Californie), aux États-Unis.
Ce phare est géré par la Garde côtière américaine, et les phares de l'État de Californie sont entretenus par le District 11 de la Garde côtière .
Il est inscrit au Registre national des lieux historiques depuis le 3 septembre 1991 ,.

## Histoire
En 1875, la tour a été équipée avec une lentille de Fresnel de 5e ordre. En 1886, un autre objectif du cinquième ordre a remplacé le précédent. En 1933, un tunnel a été percé et relie l'île au San Francisco-Oakland Bay Bridge. La lumière a été automatisée par l'US Coast Guard en 1958.
Il est actuellement une aide active à la navigation et n'est pas ouvert au public. Depuis le phare a été automatisé, les quartiers de l'ancien gardien sont devenus le logement du commandant du district de la Garde côtière.

## Description
C'est une tour octogonale en bois, avec galerie et lanterne, de 7,6 m de haut. Son feu à occultations émet, à une hauteur focale de 29 m au-dessus du niveau de la mer, un long éclat blanc toutes les 4 secondes. Sa portée nominale est de 14 milles nautiques (environ 26 km).
Identifiant : ARLHS : USA-908 - Amirauté : G4140 - USCG : 6-4595.

## caractéristique duFeu maritime
Fréquence : 4 secondes (W)
- Lumière : 3 secondes
- Obscurité : 1 seconde

|                    |
| Yerba Buena Island |

|          |
| Le phare |

### Lien connexe
- Liste des phares de la Californie